# Leonidas Iza
Segundo Leonidas Iza Salazar és un dirigent indígena equatorià de nacionalitat kichwa-panzaleo, president del Moviment Indígena i Camperol de Cotopaxi (MICC). Al costat de Jaime Vargas, van liderar les manifestacions d'octubre de 2019 per part de la Confederación de Nacionalidades Indígena (CONAIE) contra les mesures econòmiques del govern de Lenín Moreno.

## Biografia
És fill de José María Iza Viracocha, històric dirigent indígena, i de Rosa Elvira Salazar. Igualment és cosí de Leonidas Iza Quinatoa, exdiputat i participant del primer aixecament indígena.
Va estudiar Enginyeria en medi ambient a la Universitat Tècnica de Cotopaxi. A més d'això, declara haver llegit escrits de pensadors d'esquerra, destacant entre els que han influenciat el seu pensament l'assaig Las venas abiertas de América Latina d'Eduardo Galeano i l'obra de José Carlos Mariátegui.
La seva activitat en el moviment indígena com a catequista als 15 anys, després de la lectura de l'obra de Galeano. Arriba a la presidència de la comunitat San Ignacio de Toacaso al Cantó Latacunga el 2010, passant després a ser membre de la Comissió de Joves, sent el seu dirigent l'any 2013, i del Comitè Provincial de Pachakutik. El 2012, va assenyalar l'oposició del seu partit a la precandidatura vicepresidencial d'Auki Tituaña com a binomi de Guillermo Lasso.
Durant el Congrés del Moviment Indígena i Camperol de Cotopaxi (MICC), efectuat entre el 30 de setembre i l'1 d'octubre de 2016, és electe president d'aquesta organització. Representant a la Unió d'Organitzacions Camperoles del Nord de Cotopaxi (Unocan) i amb el suport de 22 organitzacions aconsegueix supera amb 102 vots als 75 vots de Manuel Vega i 18 de Gerardo Sacaa.
Amb la segona volta de les eleccions de 2017, negarà el suport del MICC a Guillermo Lasso, acceptant l'existència de suports a títol personal de membres de l'organització. El 2018 resultarà reelegit en el seu càrrec al MICC, sent aquest mateix any quan defensa la candidatura per la reelecció de Jorge Guamán a la prefectura de Cotopaxi, qüestionada malgrat la victòria del prefecte en les primàries de Pachakutik.
Per agost d'aquest mateix any inicia un procés judicial contra seu pel delicte d'incitació a la discòrdia entre ciutadans que s'inclou als de segrest, intimidació, ocupació, ús il·legal de sòl o trànsit de terres i el d'usurpació i simulació de funcions públiques, acusacions que haurien estat afectades per la justícia indígena. El 10 de setembre de 2019 és declarat innocent del delicte de trànsit de terres.
Entre el 1 i el 13 d'octubre de 2019 aconsegueix fama a nivell nacional en liderar les manifestacions esdevingudes en aquestes dates, així com la seva participació en la taula de diàleg que va acabar amb les protestes, desmarcant al moviment indígena de les sol·licituds del Movimiento Revolución Ciudadana d'una renúncia del president Moreno i avançament d'eleccions. Després d'això ha destacat la seva amenaça amb l'aplicació de la justícia indígena sobre el vicepresident Otto Sonnenholzner per les seves accions en els poblats indígenes, indicats com una manera de "dividir al moviment indígena".
Professionalment es dedica a la producció de llet i a l'elaboració i gestió de projectes.

## Presidència de la CONAIE
Leonidas Iza és el nou president de la Confederación de Nacionalidades Indígenas del Ecuador (Conaie). Iza ra representar al Moviment Indígena i Camperol de Cotopaxi (MICC) i va aconseguir captar la votació d'una part dels delegats de Costa, de la Amazonía i de la Sierra. La seva designació es va confirmar el diumenge 27 de juny del 2021, en l'últim dia del VII Congrés Nacional de la Conaie, que es va realitzar al Poble de Salasaca, en la Província de Tungurahua, Equador.
Iza va aconseguir 821 vots, mentre que María Andrade, 287, i Marco Guatemal, 153.